# Dušan Stojinović
Dušan Stojinović, slovenski nogometaš, * 26. avgust 2000, Ljubljana.
Stojinović je profesionalni nogometaš, ki igra na položaju branilca. Od leta 2023 je član poljskega kluba Jagiellonia Białystok. Ped tem je igral za slovenska Bravo in Celje ter ruski Himki. Skupno je v prvi slovenski ligi odigral 113 tekem in dosegel en gol. S Celjem je osvojil naslov slovenskega državnega prvaka v sezoni 2019/20. Bil je tudi član slovenske reprezentance do 16, 17, 18, 19 in 21 let.